# Cuadernos de Botánica Canaria
Cuadernos de Botánica Canaria, (abreujat Cuad. Bot. Canaria), va ser una revista amb il·lustracions i descripcions botàniques que va ser editada a Las Palmas de Gran Canària des de l'any 1969 al 1977, es van publicar els números 5 al 28 amb el nom de Cuadernos de Botánica Canaria; Comunicaciones sobre Flora y Vegetación del Archipiélago Canario. Va ser precedida per Cuadernos de Botánica.